# 161年
| 千纪： | 1千纪                                                                                           |
| 世纪： | 1世纪 \| 2世纪 \| 3世纪                                                                         |
| 年代： | 130年代 \| 140年代 \| 150年代 \| 160年代 \| 170年代 \| 180年代 \| 190年代                       |
| 年份： | 156年 \| 157年 \| 158年 \| 159年 \| 160年 \| 161年 \| 162年 \| 163年 \| 164年 \| 165年 \| 166年 |
| 纪年： | 辛丑年（牛年）；东汉延熹四年                                                                    |

## 大事记
- 3月7日——馬爾庫斯·奧列裡烏斯與弟弟路奇烏斯·維魯斯一同繼承羅馬皇帝，是羅馬帝國首度出現兩帝共治，不過多數時候由馬爾庫斯·奧列裡烏斯定奪，直到169年。

## 各国领袖

### 非洲
- 库施
  - 国王：Tarekeniwal（155年－170年）

### 亚洲
- 中国
  - 东汉：
    - 皇帝：汉桓帝（146年－168年）
- 朝鲜
  - 百济：
    - 国王：盖娄王（128年－166年）

  - 高句丽：
    - 国王：次大王（146年－165年）

  - 新罗：
    - 国王：阿达罗尼师今（154年－184年）

### 欧洲
- 高加索伊比里亚
  - 国王：法斯曼三世（145年－185年）
- 罗马帝国
  - 皇帝：
    1. 安敦宁·毕尤（138年－161年）
    2. 两帝共治：

    -       - 马可·奥勒留（161年－180年）
      - 维鲁斯（161年－169年）

### 中东
- 奥斯若恩
  - 国王：Ma'nu VIII bar Ma'nu（139年－163年）
- 安息
  - 国王：沃洛吉斯四世（147年－191年）

## 出生
- 劉備，三國時期蜀漢的立國君主（223年去世）62岁。
- 胡昭，東漢末及三國時隱士、書法家（250年去世）
- 呂岱，中國漢末三國時吳國人（256年去世）
- 8月31日，康茂德

## 逝世
- 3月7日，安敦寧·畢尤